# Маллес, Калум
Калум Маллес (англ. Calum Mallace, 10 января 1990, Торфихен, Шотландия) — шотландский футболист, полузащитник.

## Карьера

### Любительская карьера
Маллес учился в Школе Генри Сибли в городе Мендота-Хайтс, штат Миннесота. Затем он учился в Маркеттском университете, где он играл за университетскую команду. В 2011 году был признан полузащитником года в Восточной конференции и как «самый ценный игрок» Университета Маркетта. Маллес также играл с 2009 по 2011 годы в молодёжном составе клуба «Чикаго Файр» из лиги PDL.

### Профессиональная карьера
12 января 2012 года Маллес был выбран 20-м номером в общем зачёте Супердрафта MLS клубом «Монреаль Импакт». 30 июня дебютировал в матче против «Ди Си Юнайтед». 17 июня 2013 года был отдан в аренду в «Миннесота Юнайтед» из Североамериканской футбольной лиги. В Миннесоте Маллес сыграл 12 матчей, забил один гол и сделал одну результативную передачу. По возвращении в «Монреаль Импакт» стал получать гораздо больше игрового времени. В 23 матчах забил один гол и сделал три голевые передачи.
В августе 2017 года был обменян в «Сиэтл Саундерс» на пик четвёртого раунда Супердрафта MLS 2019. По ходу сезона он заявлялся в состав фарм-клуба «Сиэтл Саундерс 2», выступающего в USL. По окончании сезона его контракт не был продлён.
21 декабря во втором раунде Драфта возвращений MLS 2017 Маллес был выбран клубом-новичком лиги «Лос-Анджелес». Контракт с ним был заключён 17 января 2018 года. Дебютировал за ЛАФК 9 мая 2018 года в матче против «Миннесоты Юнайтед», выйдя на замену в конце второго тайма. По окончании сезона «Лос-Анджелес» не продлил контракт с Маллесом.
23 января 2019 года Маллес подписал однолетний контракт с клубом-новичком Чемпионшипа ЮСЛ «Остин Боулд». В первом матче в истории клуба — в поединке против «Лас-Вегас Лайтс», состоявшемся 9 марта 2019 года, вышел в стартовом составе и отыграл все 90 минут. По окончании сезона 2019 Маллес покинул «Остин Боулд» по взаимному согласию сторон.

## Прочее
В 2011 году Маллес получил американское гражданство.

## Достижения

### Монреаль Импакт
- Первенство Канады по футболу (2): 2013, 2014
- Walt Disney World Pro Soccer Classic: 2013

## Статистика
| Клуб                | Сезон | Лига             | Чемпионат | Чемпионат | Кубок | Кубок | Континент | Континент | Плей-офф | Плей-офф | Всего | Всего |
| Клуб                | Сезон | Лига             | Игры      | Голы      | Игры  | Голы  | Игры      | Голы      | Игры     | Голы     | Игры  | Голы  |
| ------------------- | ----- | ---------------- | --------- | --------- | ----- | ----- | --------- | --------- | -------- | -------- | ----- | ----- |
| Монреаль Импакт     | 2012  | MLS              | 4         | 0         | —     | —     | —         | —         | —        | —        | 4     | 0     |
| Монреаль Импакт     | 2013  | MLS              | 2         | 0         | 1     | 0     | —         | —         | —        | —        | 3     | 0     |
| → Миннесота Юнайтед | 2013  | NASL             | 12        | 1         | —     | —     | —         | —         | —        | —        | 12    | 1     |
| Монреаль Импакт     | 2014  | MLS              | 23        | 1         | 3     | 0     | —         | —         | —        | —        | 26    | 1     |
| Монреаль Импакт     | 2015  | MLS              | 26        | 0         | 3     | 0     | 9         | 0         | 3        | 0        | 41    | 0     |
| Монреаль Импакт     | 2016  | MLS              | 18        | 0         | 0     | 0     | —         | —         | 3        | 0        | 21    | 0     |
| Монреаль Импакт     | 2017  | MLS              | 7         | 0         | 1     | 0     | —         | —         | —        | —        | 8     | 0     |
| Сиэтл Саундерс      | 2017  | MLS              | 0         | 0         | 0     | 0     | —         | —         | —        | —        | 0     | 0     |
| → Сиэтл Саундерс 2  | 2017  | USL              | 3         | 0         | —     | —     | —         | —         | —        | —        | 3     | 0     |
| Лос-Анджелес        | 2018  | MLS              | 5         | 0         | 2     | 0     | —         | —         | 0        | 0        | 7     | 0     |
| Остин Боулд         | 2019  | USL Championship | 19        | 0         | 2     | 0     | —         | —         | 0        | 0        | 21    | 0     |
| Всего               | Всего | Всего            | 119       | 2         | 12    | 0     | 9         | 0         | 6        | 0        | 146   | 2     |